# History.info
History.info (stilizirano kao history.INFO) hrvatski je povijesni časopis. Izlazi od 2015. u Zagrebu. Tiskano je izdanje mrežne stranice povijest.hr.

## Objavljeni brojevi
Do sada je objavljeno 27 broja časopisa History.info.
1. BALKANSKA FEDERACIJA – TITOV IMPERIJ (svibanj 2015.)
2. NIKOLA TESLA – VIŠE MIT NEGO ČOVJEK (lipanj 2015.)
3. SAMURAJI – LEGENDARNI ČASNI RATNICI (srpanj – kolovoz 2015.)
4. ATOMSKO DOBA – 70 GODINA SUPERORUŽJA (rujan 2015.)
5. KONKVISTADORI – OSVAJAČI AMERIČKIH CARSTAVA (rujan 2015.)
6. HILDEGARD IZ BINGENA (studeni 2015.)
7. ALKEMIJA – DREVNA VJEŠTINA (prosinac 2015.)
8. NORDIJSKA MITOLOGIJA (1. DIO) (siječanj 2016.)
9. NORDIJSKA MITOLOGIJA (2. DIO) (veljača – ožujak 2016.)
10. JAMES COOK OD ARKTIKA DO ANTARKTIKE (travanj – svibanj 2016.)
11. SREBRENICA – MARŠ SMRTI (veljača – ožujak 2016.)
12. U BOJ, U BOJ! SIGETSKA BITKA (rujan – listopad 2016.)
13. FRANJO JOSIP I. – CAR I KRALJ (siječanj – veljača 2017.)
14. VUČEDOL – DUNAVSKA TROJA (ožujak – travanj 2017.)
15. JELENA ZRINSKI – SAMA PROTIV SVIH (srpanj – kolovoz 2017.)
16. 1917. – REVOLUCIJA KOJA JE POTRESLA SVIJET (studeni – prosinac 2017.)
17. MARIJA TEREZIJA – PROSVIJEĆENA CARICA (ožujak – travanj 2018.)
18. PETAR PRERADOVIĆ – GENERAL I PJESNIK (listopad – studeni 2018.)
19. MRAČNA TAJNA DRAGUTINA LERMANA – GENOCID U KONGU (kolovoz – rujan 2021.)
20. JOSIP II. – CAR REFORMATOR, KOJEG JE HRVATSKI NAROD VOLIO, A PLEMSTVO MRZILO (listopad – studeni 2021.)
21. ATENTAT NA LENJINA – JE LI POČINITELJICA DOISTA BILA FANNY KAPLAN? (prosinac 2021. – siječanj 2022.)
22. PACTA CONVENTA (veljača – ožujak 2022.)
23. STEPAN BANDERA – FANATIČNI BORAC ZA NEZAVISNOST UKRAJINE (travanj 2022.)
24. ZNAK Z – SIMBOL NAJVEĆEGA RUSKOG VOJNOG PORAZA (lipanj – srpanj 2022.)
25. DESECI TISUĆA NJEMAČKIH CIVILA POČINILI SAMOUBOJSTVO U STRAHU OD RUSKE ODMAZDE (rujan – listopad 2022.)
26. ČANG KAJ-ŠEK –  GENERAL KOJI JE IZGUBIO KINU I STVORIO TAJVAN (studeni – prosinac 2022.)
27. GEORG ELSER – ČOVJEK KOJI JE POKUŠAO UBITI HITLERA (siječanj – veljača 2023.)

## Vanjske poveznice
- Službena mrežna stranica